# کرک‌وود ۱۵۷۸
سیارک ۱۵۷۸ (به انگلیسی: 1578 Kirkwood، نامگذاری:1951AT) هزار و پانصد و هفتاد و هشتمین سیارک کشف شده‌است که در ۱۰ ژانویه ۱۹۵۱ کشف شد.
قدر مطلق سیارک برابر ۱۰٫۲۶ است.